# Église Santa Maria Antesaecula
L'église Santa Maria Antesaecula ou Antesæcula est une église du centre historique de Naples située dans la rue du même nom dans le rione Sanità.

## Histoire
En 1622, le couvent Santa Maria a Sicola est transféré à la Sanità, dans un quartier plus adapté. Il s'installe grâce au réaménagement d'immeubles existants, tandis que l'église conventuelle est construite ex novo. Son nom fait référence à la parole biblique Ab initio et ante sæcula creata sum.
L'ensemble conventuel est demeuré en bon état jusqu'aux bombardements américains de 1943 qui l'ont gravement endommagé. Il a été restauré par la suite. On a découvert à cette occasion un putridarium (salle de toilette funéraire) enterré du côté de la rue.
Actuellement, l'ancien couvent abrite un dispensaire.

## Description
L'église s'inscrit dans une croix grecque avec le chœur installé dans l'abside. La façade est en retrait par rapport à la rue et présente un portail en piperno. L'édifice est une référence pour l'architecture Renaissance et baroque de Naples.

## Source de la traduction
- (it) Cet article est partiellement ou en totalité issu de l’article de Wikipédia en italien intitulé « Chiesa di Santa Maria Antesaecula » (voir la liste des auteurs).